# Roberto de Nobili

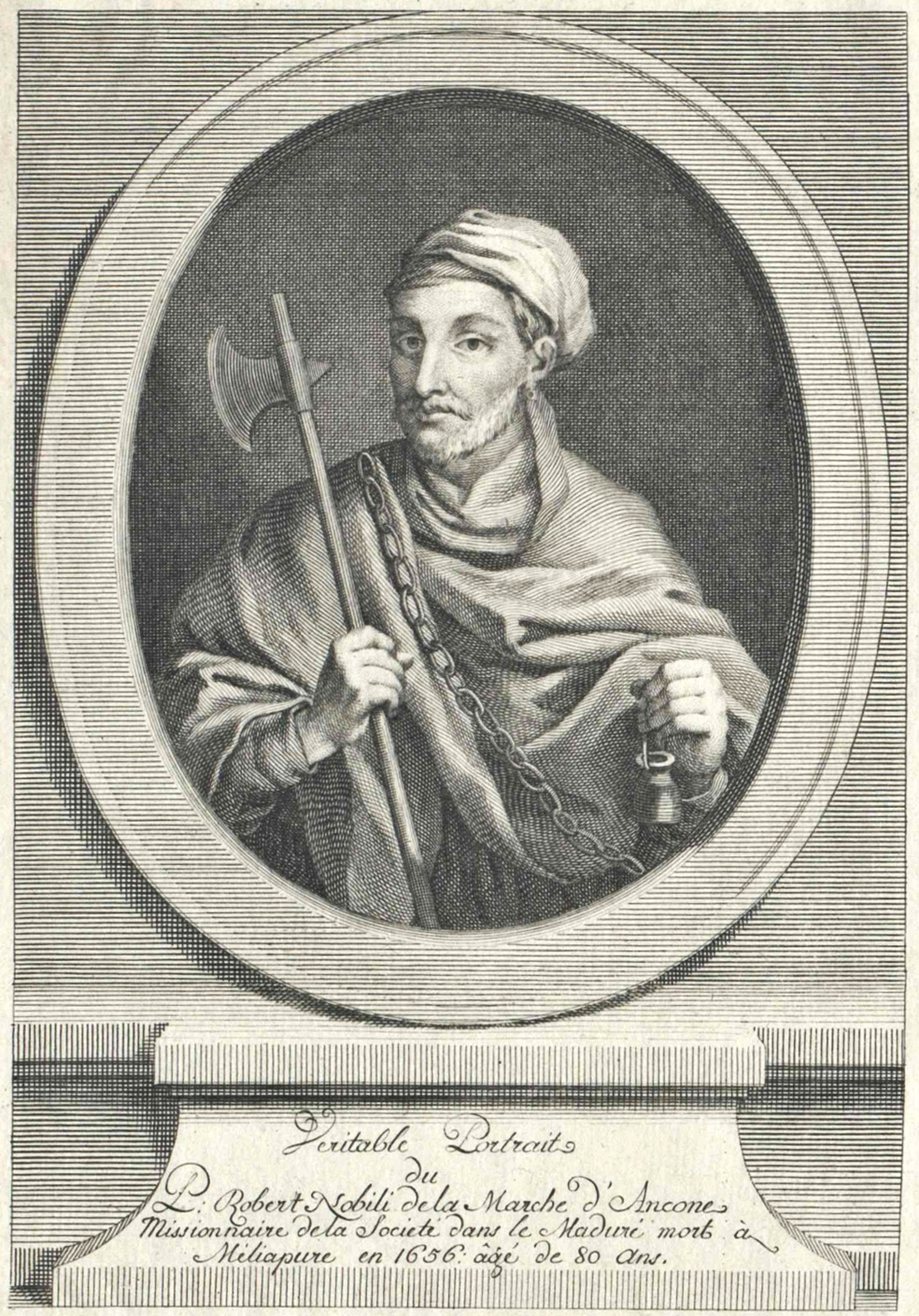
Roberto de Nobili

Roberto de Nobili (Montepulciano, september 1577 – Chennai, 16 januari 1656) was een Italiaanse jezuïet en missionaris in het zuidoosten  van India. Vanaf 1606 was hij werkzaam in de regio  Madurai in de huidige Indiase deelstaat Tamil Nadu. Hij ontwikkelde daar  een missiestrategie, gericht op het bekeren van Indiërs uit de hoogste kaste van de samenleving, de brahmanen. Die strategie had enige overeenkomsten met de door Matteo Ricci ontwikkelde ten behoeve van de missie van de jezuïeten in China. De Nobili adopteerde de leefstijl en etiquette van de brahmanen, waarbij in vergaande mate opvattingen en waarden van die kaste verenigbaar werden geacht met het christendom. Die strategie werd inzet van een hevig conflict in Portugees-India, zowel binnen als buiten de orde van de jezuïeten en was de aanleiding tot de ritenstrijd in Malabar.

## Afkomst en jeugd
Roberto de Nobili werd geboren in een oude adellijke familie. Hij was de oudste zoon van Pierfrancesco de Nobili, Markies van Civitella di Romagna. De familie had eerder in die eeuw al een Roberto de Nobili gehad die kardinaal was. De iets latere kardinaal Robertus Bellarminus  die in een deel van de strijd ten aanzien van de missiestrategie nog een rol speelde kwam uit een andere, meer verarmde tak van de familie de Nobili.
Roberto de Nobili uitte op jeugdige leeftijd al de wens om toe te treden tot de Sociëteit van Jezus en als missionaris uitgezonden te worden. Dat voornemen stuitte bij de familie op hevig verzet. Pas na een aantal ernstige conflicten staakte de familie het verzet en de pogingen dat onmogelijk te maken. In de latere strijd rondom de strategie van de Nobili wist de familie meningsvorming hierover in Rome ten gunste van Roberto te beïnvloeden. De periode van zijn noviciaat bracht hij door in Napels. Daarna studeerde hij theologie in Rome. Zijn priesterwijding vond in 1603 plaats. Hij werd uitgezonden naar India en kwam in mei 1605 in Goa aan, de hoofdstad van het Portugese imperium in het Verre Oosten.  Na korte tijd reisde hij naar Cochin, dat ook in handen was van de Portugezen. Drie maanden later vestigde hij zich in de missiepost van de jezuïeten in Madurai, in het zuid-oosten van India en ongeveer 300 kilometer ten westen van de  Coromandelkust.

## Ontwikkeling van de missiestrategie

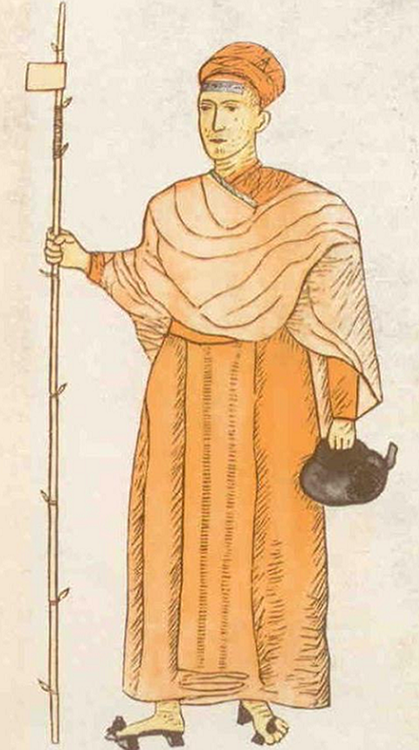
Roberto de Nobili rondom 1650 gekleed als sannyasa. Portret van Baltasar da Costa.

Aan de Coromandelkust hadden eerder missieactiviteiten plaatsgevonden. In ruil voor Portugese bescherming tegen Arabische vloten hadden enkele tienduizenden Paravar, parelvissers van een van de laagste sub-kastes, zich nominaal tot het christendom bekeerd. 
In Madurai trof de Nobili een Portugese jezuïet, Gonçalo Fernandes, die eerst jaren aan de Coromandelkust onder de Paravar had gewerkt, maar vanaf 1595 een missiepost had in Madurai. Madurai was  een totaal andere omgeving dan de kust met zijn frequente aanwezigheid van Portugese handelaren. Madurai was een onafhankelijk koninkrijk en belangrijk cultureel en religieus centrum voor het hindoeïsme. Er waren geen mensen in de stad die het risico wilden nemen hun sociale status te verliezen door een ander geloof te aanvaarden. Fernandes had in de tien jaar van zijn missie in Madurai ook geen enkele bekering weten te maken  en richtte zich geheel op een groep Paravar die daarheen was gemigreerd. De brahmanen in de stad zagen Fernandes als een   Parangue , aanvankelijk een term voor Portugezen in India en later voor Europeanen meer in het algemeen. Het had echter ook een meer xenofobe betekenis in de zin van een te verachten groep die bijvoorbeeld rundvlees at, leren schoenen droeg, zelden een bad nam en vooral contact had met de mensen uit ook de laagste kasten uit de samenleving.
De Nobili ontwikkelde een andere strategie. Hij adopteerde de levensstijl van een sannyasa, een asceet. Hij beheerste snel het Tamil, Sanskriet  en Teluga. De Nobili kleedde zich in de kleren van een heilig man en profileerde zich als een "christelijke brahmaan". Hij trachtte de aandacht te trekken van de hoogste klasse en kaste in de samenleving van Madurai. Zijn strategie was het prediken van een christendom dat aantrekkelijk zou zijn voor de elite door een zo groot mogelijke afstand te nemen van iedere mogelijke associatie van hem met de Portugezen en de door hen bekeerde christenen van de lagere kasten. De notie achter de strategie was, dat het via het bekeren van de elite steeds grotere delen van het land en bevolking tot het christendom te brengen zou zijn.
Hij wist enige brahmanen inderdaad te bekeren. Hij stond hen ook toe om de uiterlijke tekenen van hun sociale status te behouden. De tilak, de stip van sandelhoutpasta op het voorhoofd,  het drievoudige koord dat over de schouder werd gedragen en de specifieke lok haar op het achterhoofd. Hij moedigde een vorm van reiniging en wassing aan voor het bijwonen van de mis en wijzigde een deel van de religieuze terminologie, die door de jezuïeten in India werd gehanteerd.

## Het conflict
Het conflict begon toen de Nobili ook ieder publiek contact met zijn mede-jezuïeten ging vermijden. Fernandes schreef een vernietigend commentaar op de handelwijze van de Nobili en zond dat naar de provinciaal van de orde in India en kerkelijke autoriteiten in Cochin en Goa. Dat had een felle strijd tot gevolg. De Nobili was behendig in het debat en kon zijn standpunt vaak beter verwoorden dan zijn tegenstander. Kernpunt was zijn opvatting, dat de kleding, de haarlok, de tilak, etc. slechts politieke symbolen of tekenen van een status waren en absoluut geen relatie hadden met het hindoeïstisch geloof. Een ander strijdpunt was de opvatting van Fernandes en zijn medestanders dat het kastenstelsel onlosmakelijk verbonden was met de hindoeïstische context, zodat het dragen van symbolen die onderdeel waren van dat kastenstelsel de instemming impliceerde met niet-christelijke opvattingen.
De Nobili had echter ook een aantal invloedrijke medestanders in India, zoals de aartsbisschop van Cranganore. De aartsbisschop van Goa behoorde echter tot de felste tegenstanders. De laatste bracht de affaire ter kennis van Rome. De familie van Roberto de Nobili wendde zijn invloed aan bij Paus Paulus V. Deze schreef uiteindelijk in 1617 een brief waarin hij afzag van een veroordeling van de strategie van De Nobili , maar tevens dat hij een nader onderzoek naar de strategie gewenst achtte.
De verantwoordelijkheid voor dat onderzoek kwam bij André Palmeiro te liggen, de pas benoemde  visitator  van de orde van de jezuïeten in de provincie Malabar. Een  visitator  was een inspecteur, die zelf niet direct betrokken was bij de missie, maar wel in of nabij het missiegebied resideerde. Hij oefende namens de generaal-overste van de orde toezicht uit op de kwaliteit van de missies, het gedrag van de missionarissen en de voortgang van resultaten van de missie. Na een conferentie in Goa en een bezoek aan Madurai stelde Palmeiro het eindrapport op. Daarin meldde hij, dat hij De Nobili op twee punten had berispt. De eerste was de totale afwijzing door De Nobili van de kerkelijke hiërarchie. De essentie was hier dat bekeerde brahmanen zich bewust moesten zijn dat zij toegetreden waren tot een kerk die ook Portugezen omvatte en die in India onder  een Portugese kerkelijke autoriteit viel. Het tweede punt betrof de distantie met mede-jezuïeten, die volgens Pereira onaanvaardbaar was.
Palmeiro schreef verder geschokt te zijn door het zeer geringe aantal bekeringen dat de Nobili feitelijk had weten te maken. De ascetische leefwijze van de Nobili leidde volgens Pereira tot een te passieve opstelling ten aanzien van het stimuleren van bekeringen. Potentieel te bekeren personen moesten daarvoor de Nobili zelf benaderen. Palmeiro maande de Nobili tot een meer actieve, meer directe en agressieve methode van het benaderen van potentiële kandidaten voor bekering. In het rapport schreef hij echter verder geen feitelijke belemmeringen te zien in het blijven dragen door bekeerden van uiterlijke symbolen van hun status en de levenswijze op zich van De Nobili.
In 1623 oordeelde paus Gregorius XV met de apostolische brief  Romanæ Sedis Antistes  dat de strategie van de Nobili toelaatbaar was. Het oordeel van de paus werd geaccepteerd, maar een deel van de kerkelijke autoriteiten in Portugees-India bleef de strategie afwijzen. Ook binnen de gemeenschap van de jezuïeten bleef de methode omstreden. Er waren echter ook jezuïeten, die zijn strategie gingen uitvoeren, zij het dat maar enkelen de ascetische leefwijze van de Nobili  volgden.
Aan het eind van zijn leven was de Nobili al jaren blind en ernstig verzwakt. Hij beheerste het Italiaans niet meer en moest om brieven naar zijn familie te laten schrijven ook hulp van vertalers inschakelen.

## Eindfase van het conflict
Begin achttiende  eeuw was er een herleving van het conflict als gevolg van tegenstelling tussen jezuïeten en capucijnen in  Pondicherry, eveneens aan de Coromandelkust. In 1704 kwam de pauselijk legaat Charles-Thomas Maillard De Tournon in de stad aan. Hij vaardigde het decreet  Inter graviores uit, dat een volledige veroordeling van de missiestrategie was, zoals ontwikkeld door Robert de Nobili. Het decreet werd in voorlopige zin in 1706 aanvaard door paus Clemens XI. Het werd in 1727 bevestigd door Benedictus XIII en in 1734 en 1739 door Clemens XII. Het werd uiteindelijk in 1744 in de bul Omnium Sollicitudinum  van Benedictus XIV een finaal besluit.